# 토니 토드
토니 토드(Tony Todd, 1954년 12월 4일 ~ 2024년 11월 6일)는 미국의 배우이다.

## 출연 작품
- 트랜스포머: 패자의 역습(폴른의 복수) - 폴른
- 트랜스포머: 프라임 - 드레드 윙
- 플래툰 - 워렌 병장 역
- 죽음의 컴퓨터 게임
- 84번가의 연인
- 더 록 - 대로우 대위
- 사보타지
- 헬 페스트
- 데스 하우스
- 뎁트 콜렉터: 스페셜 에이전트
- 캔디맨 - 캔디맨 역
- 파이널 데스티네이션 블러드라인 - 윌리엄 블러드워스 역